# Defensor del Santo Sepulcro
El título de Defensor del Santo Sepulcro fue lo único que aceptó el duque de la Baja Lorena, Godofredo de Bouillón, cuando se le ofreció el trono de Jerusalén, después de la toma de la ciudad por los cruzados, porque, según sus palabras, no quiso ceñir una corona de oro donde Cristo había llevado una corona de espinas.
A su muerte, su hermano y sucesor, Balduino I se negó a conformarse con el título de Defensor del Santo Sepulcro y se hizo llamar rey de Jerusalén.